# The Fighting Chance
The Fighting Chance (A Chance de Lutar, em livre tradução) é o título de um filme mudo estadunidense de 1920, baseado em romance homônimo de Robert W. Chambers.

## Sinopse
Sylvia Landis é uma mulher interesseira que promete se casar com o rico Howard Quarrier apenas por sua posição social: tudo que sente pelo noivo é que este representa-lhe a possibilidade de ascensão.
Ela, entretanto, conhece um jovem alcoólico, Stephen Siward, por quem se apaixona; este, com ajuda do amigo Plank, tenta se recuperar do vício, enquanto o amigo se apaixona por uma mulher casada, Leila Mortimer.
O marido de Leila, Leroy, por seu lado, chantageia Siward para que este obtenha dinheiro por extorsão de Quarrier.
Enquanto os dois casais estão a jantar num hotel longe do marido e do noivo, Quarrier fala ao Leroy Mortimer que Plank está lhe tomando a esposa e ambos para lá se dirigem, onde tem início uma discussão; Mortimer, que está bêbado, dá um tiro em Quarrier que, mortalmente ferido, toma do revólver e mata seu agressor: com a morte de ambos, os amantes ficam livres para finalmente se unirem pelo amor.

## Elenco
- Anna Q. Nilsson, como Sylvia Landis
- Conrad Nagel, como Stephen Siward
- Clarence Burton, como Leroy Mortimer
- Dorothy Davenport, como Leila Mortimer
- Herbert Pryor, como Kemp Farrell
- Ruth Helms, como Grace Farrell
- Bertram Grassby, como Howard Quarrier
- Maude Wayne, como Lydia Vyse
- Frederick Stanton, como Beverly Plank
- William H. Brown, como Prefeito Bellweather